# 영국 철도 민영화
영국의 철도 민영화는 영국의 보수당에 의해 1993년 1월 19일 법에 의해 제정되었다.
1993년 영국의 교통 장관이었던 John MacGregor는 철도 가격은 저렴 해지고 유연해질 것이라고 1993년 2월에 말을 했다. 이와는 다르게 영국의 기차 운임은 인플레이션의 수치보다 더욱 빠른 속도로 증가 하는 현상을 보였다. 예로, 2013년 1월 현재 영국 런던에서 맨체스터간 거리 운임은 현재 1995년 대비 208% 증가 하였고, 같은 기간 인플레이션의 3배의 수치를 보여 준다. 하지만 이는 다양한 여객 상품이 존재하는 영국 철도에서 특정 시간, 특정 구간에서 가장 많이 오른 요금만을 집어낸 극단적 예에 불과할 뿐이며 이 기간 영국의 물가 상승률은 66%였고 영국의 주 고객들이 사용하는 시즌티켓(정기권)은 평균 65%의 운임 상승에 그쳤다. 그러나 이는 보수당이 주요 투표층이 샐러리맨들이라서 일부러 약하게 조절했기 때문이다. 실제로 정기권의 경우 정부 통제하에 계속 있었다.

## 영향
영국의 국영 철도는 민영화 이후 100여개의 기업으로 분할 되어 매각 되었다. 영국의 국영 철도 노동자는 1992년 15만 9000명에서 1995년 9만 2000명으로 감원 되었고, 노동자는 하청 업체의 노동자로 전락 하게 되었다.
또, 민영화 실시 후 궁극적으로 얼마나 요금이 올랐거나 내렸는지를 살펴 볼 필요가 있는데 일각에서는 통근 정기권 요금이 65% 밖에 오르지 않아 민영화 효과를 선전한다. 그러나 이는 2004년까지 영국 정부에서 정기권의 가격을 통제한 탓이다. 즉, 철도 운영 회사들이 물가 상승률 이상으로 값을 올리지 못하도록 강제했다. 정기권을 사용하는 통근자들은 열차표 가격에 예민하게 반응하는 데다, 선거 결과를 좌우할 수 있는 유권자 집단이기 때문이다. 2004년 이후 이 규제가 조금 느슨해졌지만, 정기권 가격은 여전히 통제 대상으로 남아 있다. 정기권의 ‘합리적인’ 가격은 민영화의 선물이 아니라, 정부 규제의 결과인 셈이었다. 반면, 정부 규제의 밖에 남겨진 일반 운임은 폭증했다. 2012년 1월 BBC가 철도 민영화 20돌을 맞아 보도한 내용을 보면, 1995년부터 2013년까지 영국의 물가가 65% 오른 것에 견줘, 런던에서 맨체스터까지의 기차 일반 운임은 208%, 에딘버러까지는 134%, 엑스터까지는 205%가 올랐다. 다른 대부분 지역으로의 운임도 물가 상승률을 비웃으며 훨씬 더 많이 뛰어올랐다.
게다가 영국 정부가 2013년 12월 내놓은 ‘교통 통계’ 자료를 보면, 철도 산업에 대한 정부 지원금이 민영화 이후 오히려 꾸준히 증가한 사실을 확인할 수 있다. 물가 상승분을 고려해 재환산한 액수를 기준으로 보면, 민영화 이전인 1987/1988년 회계연도에 12억파운드(2조1000억원)를 지원한 영국 정부는 정작 2012/2013년에는 51억파운드(8조8000억원)를 철도 산업에 지원한 것으로 나타났다(표 참고). 영국 정부의 부담이 오히려 네배 넘게 늘었다. 이후 영국 정부에서 보증을 서는 비영리업체인 '네트워크 레일'에서 인프라를 인수해갔으며, 민영화를 주도한 보수당에서는 철도 민영화가 잘못되었음을 인정했다.

## 같이 보기
- 공기업 민영화
- 사유 철도
- 영국 국유 철도